# Gouvernement Louis-Olivier Taillon
| Gouvernement Boucherville (2e) | Gouvernement Boucherville (2e) | Gouvernement Boucherville (2e) | Gouvernement Boucherville (2e) | Gouvernement Boucherville (2e) | Gouvernement Boucherville (2e) | Gouvernement Boucherville (2e) | Gouvernement Boucherville (2e) | Gouvernement Boucherville (2e) | Gouvernement Taillon | Gouvernement Taillon | Gouvernement Taillon | Gouvernement Taillon | Gouvernement Taillon | Gouvernement Taillon | Gouvernement Taillon | Gouvernement Taillon | Gouvernement Taillon | Gouvernement Taillon | Gouvernement Taillon | Gouvernement Taillon | Gouvernement Taillon | Gouvernement Taillon | Gouvernement Taillon | Gouvernement Taillon | Gouvernement Taillon | Gouvernement Taillon | Gouvernement Taillon | Gouvernement Taillon | Gouvernement Taillon | Gouvernement Taillon | Gouvernement Taillon | Gouvernement Taillon | Gouvernement Taillon | Gouvernement Taillon | Gouvernement Taillon | Gouvernement Taillon | Gouvernement Taillon | Gouvernement Taillon | Gouvernement Taillon | Gouvernement Taillon | Gouvernement Taillon | Gouvernement Taillon | Gouvernement Taillon | Gouvernement Taillon | Gouvernement Taillon | Gouvernement Taillon | Gouvernement Taillon | Gouvernement Taillon | Gouvernement Taillon | Gouvernement Taillon | Gouvernement Taillon | Gouvernement Flynn | Gouvernement Flynn | Gouvernement Flynn | Gouvernement Flynn | Gouvernement Flynn | Gouvernement Flynn | Gouvernement Flynn | Gouvernement Flynn |
| 7e législature                 | 7e législature                 | 7e législature                 | 8e législature                 | 8e législature                 | 8e législature                 | 8e législature                 | 8e législature                 | 8e législature                 | 8e législature       | 8e législature       | 8e législature       | 8e législature       | 8e législature       | 8e législature       | 8e législature       | 8e législature       | 8e législature       | 8e législature       | 8e législature       | 8e législature       | 8e législature       | 8e législature       | 8e législature       | 8e législature       | 8e législature       | 8e législature       | 8e législature       | 8e législature       | 8e législature       | 8e législature       | 8e législature       | 8e législature       | 8e législature       | 8e législature       | 8e législature       | 8e législature       | 8e législature       | 8e législature       | 8e législature       | 8e législature       | 8e législature       | 8e législature       | 8e législature       | 8e législature       | 8e législature       | 8e législature       | 8e législature       | 8e législature       | 8e législature       | 8e législature       | 8e législature       | 8e législature     | 8e législature     | 8e législature     | 8e législature     | 8e législature     | 8e législature     | 8e législature     | 8e législature     |
| 1892                           | 1892                           | 1892                           | 1892                           | 1892                           | 1892                           | 1892                           | 1892                           | 1892                           | 1892                 | 1892                 | 1892                 | 1893                 | 1893                 | 1893                 | 1893                 | 1893                 | 1893                 | 1893                 | 1893                 | 1893                 | 1893                 | 1893                 | 1893                 | 1894                 | 1894                 | 1894                 | 1894                 | 1894                 | 1894                 | 1894                 | 1894                 | 1894                 | 1894                 | 1894                 | 1894                 | 1895                 | 1895                 | 1895                 | 1895                 | 1895                 | 1895                 | 1895                 | 1895                 | 1895                 | 1895                 | 1895                 | 1895                 | 1896                 | 1896                 | 1896                 | 1896                 | 1896               | 1896               | 1896               | 1896               | 1896               | 1896               | 1896               | 1896               |

Le mandat du gouvernement de Louis-Olivier Taillon, devenu premier ministre du Québec à la suite de la démission de son prédécesseur, Charles-Eugène Boucher de Boucherville, s'étendit du 16 décembre 1892 au 11 mai 1896. Ce n'était pas sa première expérience comme chef de gouvernement. Au cours du gouvernement John Jones Ross et du deuxième mandat de de Boucherville, il avait agi comme leader du gouvernement à l'Assemblée législative, parce que ceux-ci, membres du Conseil législatif, ne pouvaient y siéger. De plus, après la démission de Ross, en 1887, il lui avait succédé comme premier ministre, mais son mandat n'avait duré que quatre jours car une motion de non confiance l'avait défait à l'assemblée.

## Caractéristiques
Le gouvernement Taillon œuvre dans une conjoncture économique difficile dont il met un peu trop vite la cause sur le dos de l'ancien gouvernement Mercier. Sa priorité est l'aide à l'agriculture ; il accorde ainsi des subventions aux comités et aux coopératives agricoles ainsi qu'à la nouvelle école d'industrie laitière de Saint-Hyacinthe. La négociation d'un emprunt français lui met à dos une partie de l'élite anglophone du Québec et entraîne la démission de Hall, son trésorier provincial.
Le Parti conservateur du Québec, comme celui du fédéral, est affaibli par la mort de John A. Macdonald et par la crise scolaire du Manitoba. Taillon croit lui venir en aide en passant sur la scène fédérale au printemps 1896 mais ne peut empêcher la défaite électorale du 23 juin et, par la même occasion, la victoire du chef libéral, Wilfrid Laurier.

## Chronologie
- 16 décembre 1892 : assermentation du cabinet Taillon devant le lieutenant-gouverneur Joseph-Adolphe Chapleau.
- 12 janvier-17 février 1893 : deuxième session de la Huitième Législature. Taillon dirige un gouvernement beaucoup plus terre à terre que celui de Mercier. Les initiatives de celui-ci sont oubliées. La plupart des projets de loi déposés restent en suspens.
- 2 août 1893 : inauguration du chemin de fer reliant Chicoutimi au lac Saint-Jean.
- 9 novembre 1893-4 janvier 1894 : troisième session de la Huitième Législature. On y annonce la création de cercles agricoles dans les campagnes et une aide à l'école d'industrie laitière de Saint-Hyacinthe. La priorité du gouvernement est le développement de l'agriculture.
- Été 1894 : Taillon négocie un prêt de $4 millions avec la Banque de Paris et des Pays-Bas et le Crédit lyonnais. En désaccord avec ce prêt, John Smythe Hall démissionne, car il aurait voulu que Taillon s'adresse à une banque canadienne.
- Automne 1894 : l'élite anglophone, qui n'a pas digéré le prêt français, se mobilise pour faire sauter le gouvernement. Celui-ci est sauvé par l'élection partielle de Compton, remportée par un ministériel.
- 30 octobre 1894 : mort d'Honoré Mercier. Félix-Gabriel Marchand devient le nouveau chef du Parti libéral.
- 20 novembre 1894 : les députés anglophones du Parti conservateur se solidarisent avec le gouvernement lors de la quatrième session de la Huitième Législature. Celle-ci est surtout marquée par la crise scolaire au Manitoba où l'école française a été abolie.
- 1895 : Taillon se prononce contre une loi réparatrice immédiate, concernant les écoles francophones au Manitoba.
- 11 avril 1896 : Charles Tupper devient premier ministre du Canada et déclenche des élections pour le 23 juin suivant. L'un des points de son programme consiste en l'adoption d'une loi réparatrice au Manitoba.
- 11 mai 1896 : maintenant en accord avec la loi réparatrice, Taillon démissionne pour se présenter candidat conservateur au fédéral. Chapleau demande à Edmund James Flynn de former le prochain gouvernement.

## Composition
- Louis-Olivier Taillon : premier ministre.
- John Smythe Hall : trésorier provincial.
- Louis-Philippe Pelletier : secrétaire provincial.
- Thomas Chase-Casgrain : procureur général.
- Louis Beaubien : ministre de l'Agriculture, ministre de la Colonisation.
- Guillaume-Alphonse Nantel : ministre des Travaux publics.
- Edmund James Flynn : commissaire des Terres de la Couronne.

En 1894, à la suite de la démission de Hall, Taillon prend en charge la trésorerie provinciale.